# Carl von Haartman
Carl Magnus Gunnar Emil von Haartman (6 de julio de 1897, Helsinki - 27 de agosto de 1980, El Alamillo), a veces conocido por su mote «Goggi», fue un militar profesional finlandés, aunque a lo largo de su vida también destacó como actor, escritor y director de cine.

## Biografía
Militar de carrera, luchó en la guerra civil finlandesa contra la Guardia Roja.
Posteriormente entró en el mundo del cine, destacando como actor y director. En 1928 participó como actor en la película The Awakening, dirigida por Victor Fleming. Al año siguiente tomó parte en la película finlandesa La Victoria Suprema (en finlandés: Korkein voitto), film del que fue director, guionista y uno de los actores principales. En 1930 desempeñó el papel de comandante de dirigible «Zeppelin» en la película Los ángeles del infierno, dirigida por Howard Hughes.
Tras el estallido de la Guerra Civil Española, se trasladó a la zona controlada por el bando sublevado y pasó a ser instructor de la Academia de cadetes «Pedro Llen» de Falange, con sede en Salamanca. Según el historiador Hugh Thomas, von Haartman debía su cargo de director de la academia al embajador de la Alemania nazi, Wilhelm Faupel. En abril de 1937 intervino en los llamados «Sucesos de Salamanca», lo que motivó que fuese arrestado por las fuerzas de Franco.
Tras la contienda española regresó a su país natal y, enrolado en el Ejército finlandés, luchó tanto en la Guerra de Invierno como en la Guerra de Continuación.
Regresaría a España, donde se convirtió en un exitoso empresario. Adquirió una gran propiedad en El Alamillo —Málaga—, donde falleció en 1980.